# فاديا خطاب
فاديا خطاب (9 يوليو 1969 -)، من مواليد حلب. شغلت منصب نقيب الفنانين السوريين مابين أعوام 2010 و2014، وهي المرأة الوحيدة التي شغلت هذا المنصب مند تأسيس نقابة الفنانين السوريين عام 1968 وحتى اليوم. عرفها الجمهور العربي من خلال شخصية البسوس في مسلسل الزير سالم. أختها الفنانتان أميرة وصباح خطاب، والأخيرة هي زوجة الفنان ياسر العظمة.

## عن حياتها
ولدت في حلب. وصلت إلى المرحلة الإعدادية في حلب في إعدادية الأم المحدثة في حي الجديدة ومنها انتقلت في العام 1967 إلى دمشق، وبدأت مشوارها الفني وحصلت على العديد من الجوائز والتكريمات في مهرجانات سورية وعربية. وقد انضمت إلى نقابة الفنانين السوريين عام 1982. وفي عام 2010 انتخبت نقيبة للفنانين السوريين.

## أعمالها
في التلفزيون
1. بروكار ج2
2. حمام القيشاني - الجزء الخامس.
3. أبو كامل - الجزء الثاني.
4. المحكوم.
5. مخالب الياسمين.
6. بنت الضرة
7. قتل الربيع.
8. درب التبان.
9. أبناء القهر
10. الزير سالم (مسلسل).- بدور البسوس
11. حاجز الصمت.
12. الخط الأحمر.
13. عائد إلى حيفا.
14. مرايا 95.
15. حصاد السنين.
16. العروس.
17. الزعيم (مسلسل)
18. الوصية
19. زمن البرغوت
20. طوق البنات
21. عطر الشام
22. شوارع الشام العتيقة
23. نساء صغيرات
24. في قلب اللهب
25. المهر
26. مرايا 84

في السينما
1. زواج علي الطريقة المحلية
2. أخ يا أمي.

## الجوائز والتكريم
- 2015  الجزائر: كرمت خلال مهرجان (الفيلم المتوج) والذي أقيم في مدينة قسنطينة.[2]
- 2017  سوريا: كرّمت من لجنة صناعة السينما والتلفزيون خلال حفل أقيم في دمشق تحت شعار (درامانا بخير).[3]

## روابط خارجية
- فاديا خطاب على موقع قاعدة بيانات الأفلام العربية